# Ernst Friedrich Herbert zu Münster

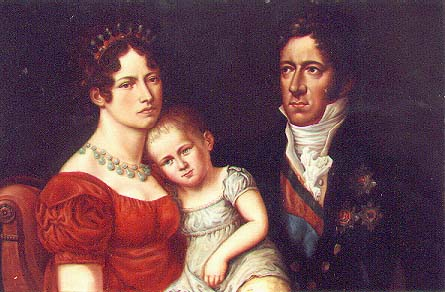
Ernst zu Münster med familj

Graf Ernst Friedrich Herbert zu Münster, född 1 mars 1766 i Osnabrück, död 20 maj 1839 i Hannover, var en hannoversk statsman; far till Georg Herbert zu Münster. 
Münster var 1801-1804 Hannovers sändebud i Sankt Petersburg och fick i april 1805 till stånd fördraget i London mellan England och Ryssland, vilket var uppslaget till den tredje koalitionen mot Frankrike. I maj 1805 utnämndes han till stats- och kabinettsminister och fortsatte därefter i nära 26 år att vid det engelska hovet föredra de hannoverska ärendena (det hannoverska furstehuset satt nämligen på Englands tron). 
På Wienkongressen (1814-15) var Münster den mest framstående bland de smärre tyska staternas ombud och verkade ganska väl för Hannovers intressen. På prinsregentens (Georg IV:s) av England vägnar var han huvudsakligen den, som utövade förmynderskapet för hertig Karl II av Braunschweig under dennes minderårighet (1815-23). I februari 1831 fick han avsked som statsminister, sedan Vilhelm IV, påverkad av julirevolutionens efterdyningar i Hannover, beslutat att inom själva landet upprätta en stabilare regeringsmyndighet (med hertigen av Cambridge som vicekung). 